# گوشی دو سیم‌کارته

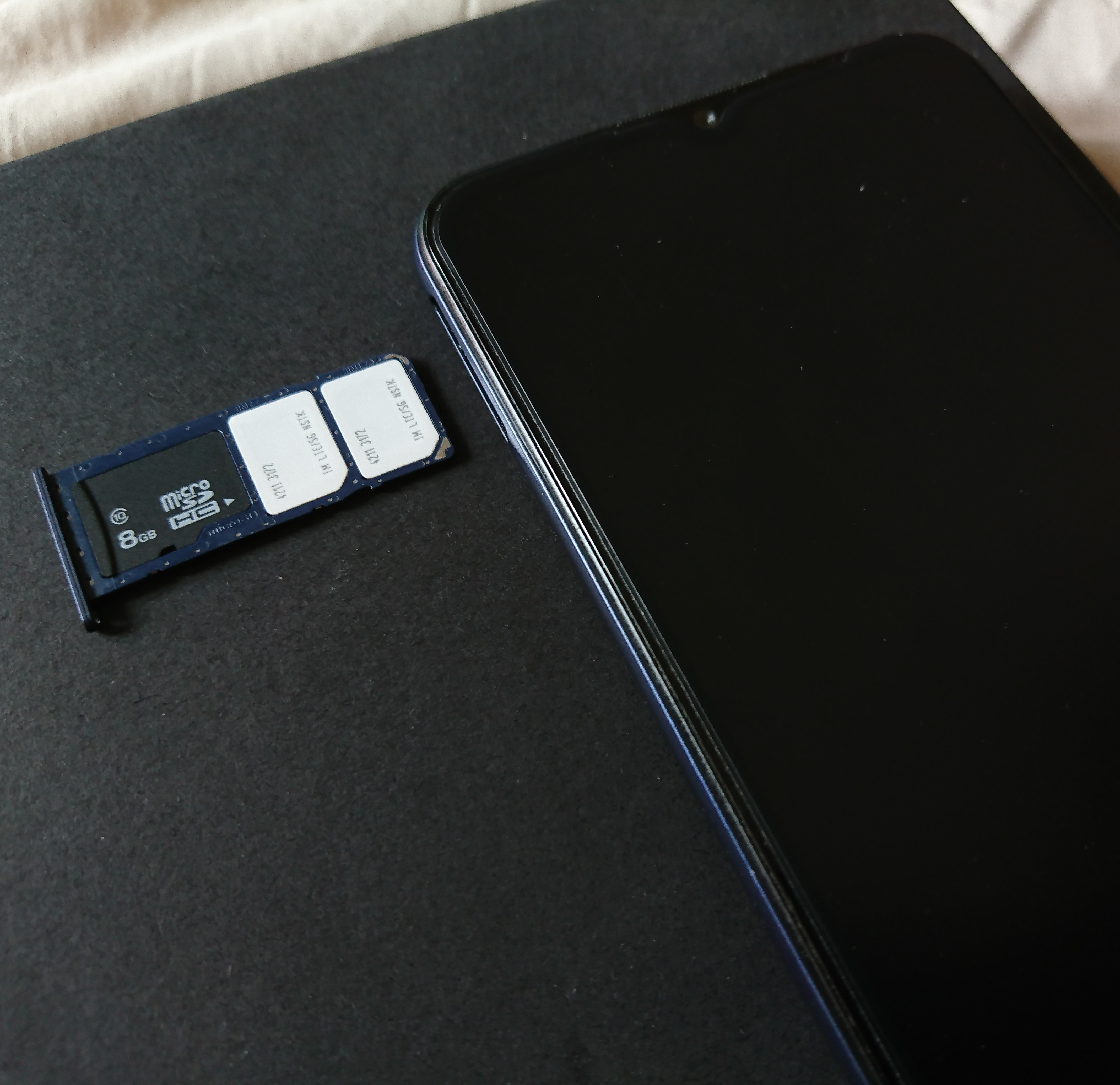
یک گوشی مدرن سامسونگ گلکسی با دو اسلات سیم‌کارت. این گوشی به‌جای سیم‌کارت با اندازهٔ معمولی از نانو سیم‌کارت استفاده می‌کند.

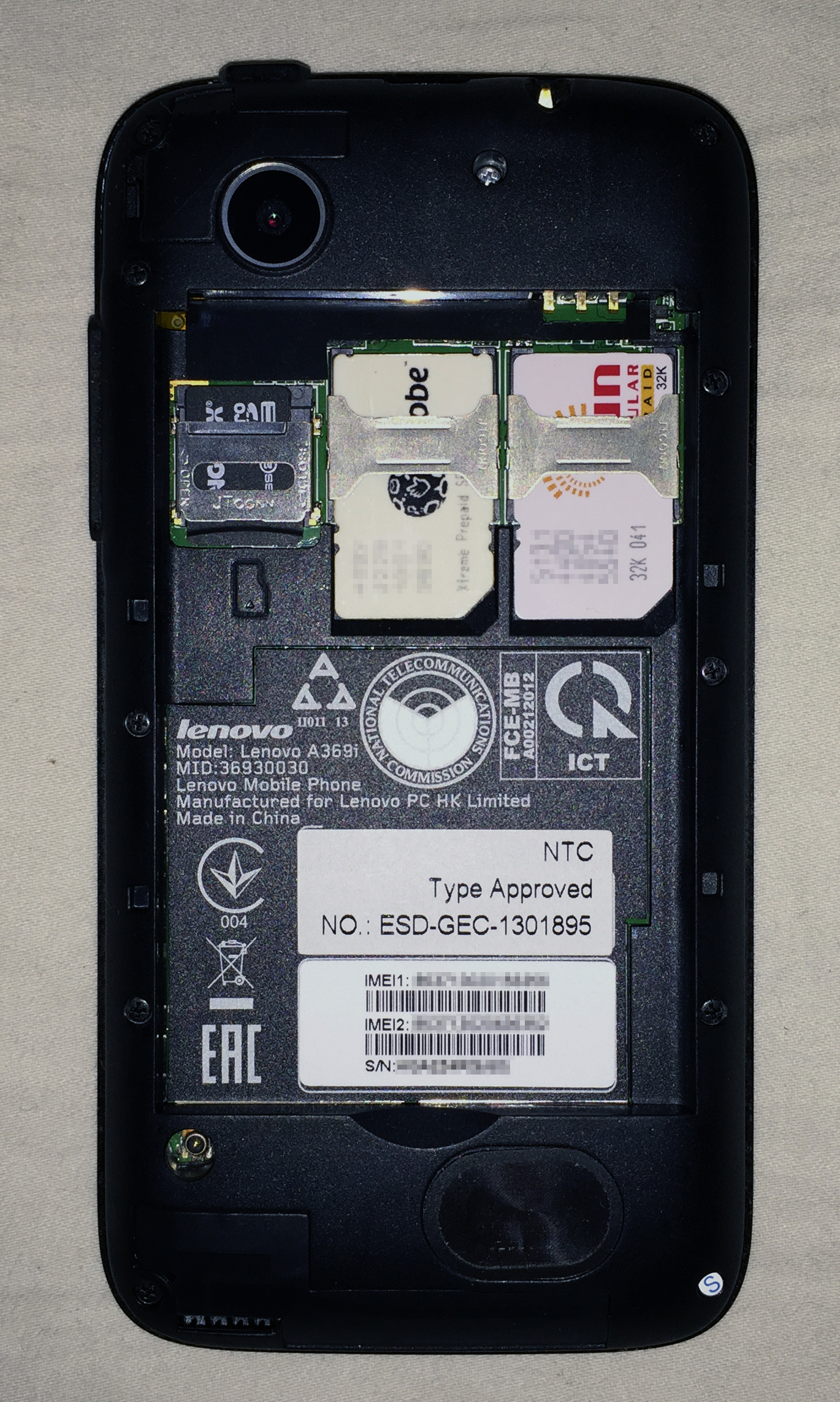
گوشی هوشمند لنوو با دو اسلات سیم‌کارت

برخی از تلفن‌های همراه از دو سیم‌کارت پشتیبانی می‌کنند که با عنوان عملکرد دو سیم‌کارته توصیف می‌شود. هنگامی‌که سیم‌کارت دوم نصب می‌شود، تلفن همراه می‌تواند به کاربران اجازه دهد تا به صورت دستی بین دو سرویس شبکهٔ تلفن همراه مجزا سوئیچ کنند، پشتیبانی سخت‌افزاری برای نگه داشتن هر دو اتصال در حالت آماده به کار برای سوئیچینگ خودکار داشته باشند یا دو فرستنده گیرنده برای حفظ هر دو اتصال شبکه در یک زمان.
تلفن‌های دو سیم‌کارته در بسیاری از کشورهایی که معمولاً تلفن‌ها به‌صورت آنلاک‌شده فروخته می‌شوند، رایج هستند. استفاده از دو سیم‌کارت برای جدا کردن تماس‌های شخصی و تجاری، در مکان‌هایی که قیمت‌های پایین‌تری برای تماس‌های بین مشتریان همان ارائه‌دهنده اعمال می‌شود، جایی که یک شبکهٔ واحد ممکن است فاقد پوشش جامع باشد و برای سفر در سراسر مرزهای ملی و منطقه‌ای رایج است. در کشورهایی که تلفن‌های دو سیم‌کارته معمول هستند، افرادی که تنها به یک سیم‌کارت نیاز دارند، درگاه سیم‌کارت دوم را خالی می‌گذارند. تلفن‌های دو سیم‌کارته معمولاً دارای دو شمارهٔ IMEI منحصربه‌فرد هستند، یکی برای هر اسلات سیم‌کارت.
دستگاه‌هایی که از بیش از دو سیم‌کارت استفاده می‌کنند نیز توسعه و عرضه شده‌اند، برای مثال گوشی LG A290 سه سیم‌کارته و حتی گوشی‌هایی که از چهار سیم‌کارت پشتیبانی می‌کنند، مانند Cherry Mobile Quad Q70.

## پیشینه
نخستین تلفن همراهی که دارای دو سیم‌کارت بود Benefon Twin بود که توسط Benefon در سال ۲۰۰۰ منتشر شد. تلفن‌های دو سیم‌کارتهٔ بیشتری در حدود سال ۲۰۰۷ معرفی شدند که بیشتر آن‌ها از شرکت‌های کوچک چینی تولیدکنندهٔ تلفن با استفاده از سیستم‌های مدیاتک بر روی یک تراشه می‌آمدند که شروع به جلب توجه جریان اصلی تولید تلفن همراه کردند.
در ابتدا تولیدکنندگان بزرگ به‌دلیل فشار احتمالی شرکت‌های مخابراتی از تولید چنین تلفن‌هایی اجتناب کردند، اما از حدود سال ۲۰۱۰، نوکیا، سامسونگ، سونی و چندین شرکت دیگر از این کار پیروی کردند.
Nokia C2-00، Nokia C1-00 و Nokia C2-03، نوکیا ایکس، سری Duos سامسونگ، و سونی اکسپریا زد۳، سونی اکسپریا سی و تیپو دوئل مثال‌هایی از گوشی‌های دو سیم‌کارتهٔ ابتدایی سازندگان برجستهٔ گوشی هستند. اپل در مدل‌های آیفون اکس‌اس ۲۰۱۸ خود، پشتیبانی از دو سیم‌کارت را اضافه کرد، مدل‌هایی که در چین به فروش می‌رسند دارای دو اسلات سیم‌کارت فیزیکی هستند و مدل‌های کشورهای دیگر از دو سیم‌کارت با استفاده از eSIM (جاسازی‌شده) در کنار یک سیم‌کارت فیزیکی واحد پشتیبانی می‌کنند.

## تنظیم سیم‌کارت‌ها
نحوهٔ انتخاب سیم‌کارت مبدأ ارتباطات از طریق شبکهٔ تلفن همراه، ممکن است در تلفن‌های مختلف متفاوت باشد. برای مثال، یکی را می‌توان به‌عنوان اصلی یا پیش‌فرض برای برقراری تماس و یکی (که می‌تواند یکسان باشد) برای دادهٔ تلفن همراه انتخاب کرد. تلفن‌های اپل که از دو سیم‌کارت پشتیبانی می‌کنند، می‌توانند طوری تنظیم شوند که به‌طور خودکار از یک سیم‌کارت خاص برای هر مخاطب یا همان سیم‌کارتی که برای آخرین تماس با مخاطب، آی‌مسیج و فیس‌تایم استفاده می‌شود، استفاده کنند. معمولاً هنگام شماره‌گیری یا ارسال پیام، گزینه‌ای برای انتخاب سیم‌کارت نمایش داده می‌شود.

## انواع

### کانکتورهای نابرابر

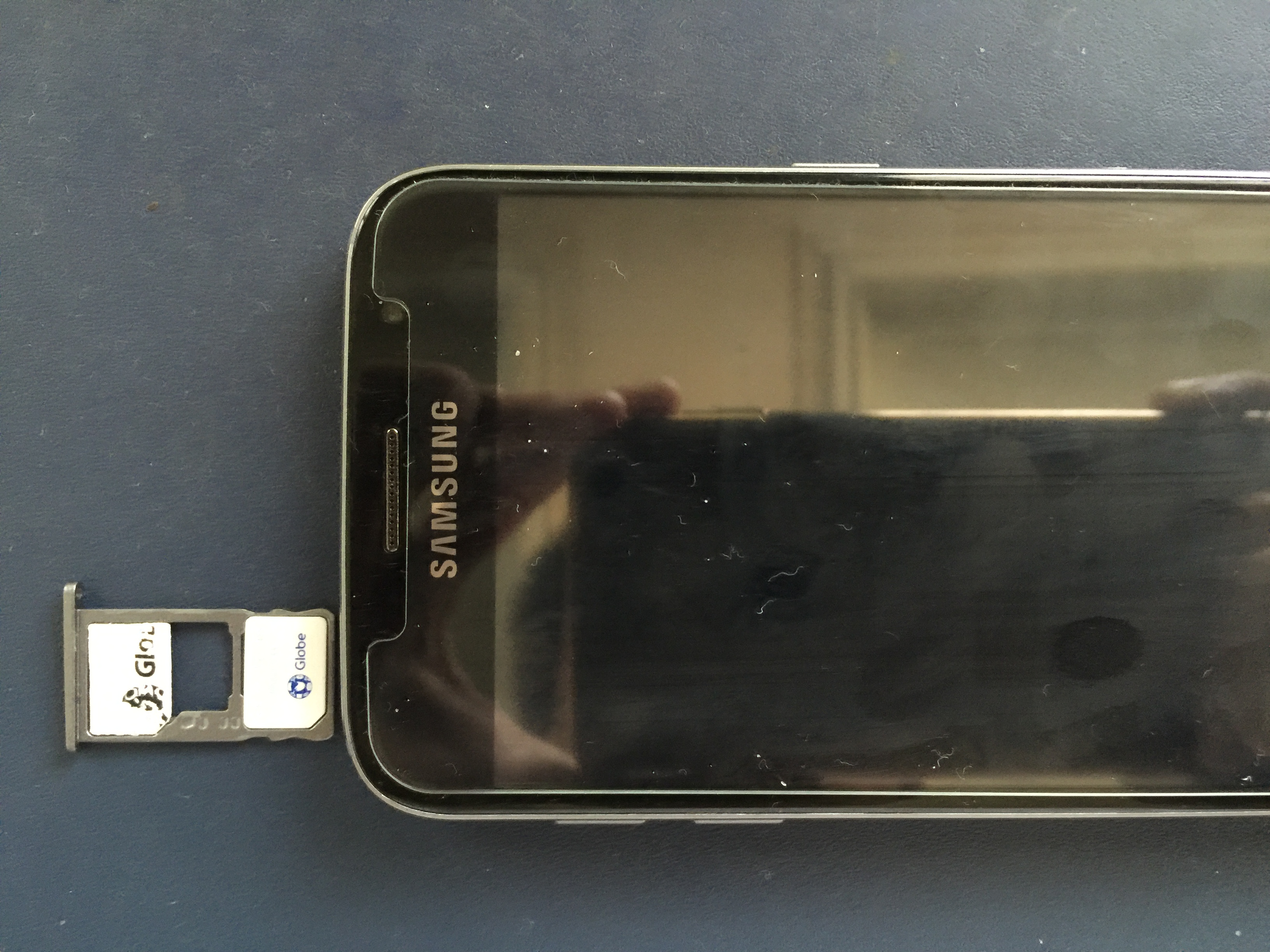
سینی دو سیم‌کارت همان‌طور که در سامسونگ گلکسی اس۷ نشان داده شده‌است. انواع خاصی از گوشی می‌توانند به‌جای سیم‌کارت دوم، دو سیم‌کارت نانو یا یک سیم‌کارت نانو و یک کارت میکرو اس‌دی را بپذیرند.

برخی از تلفن‌ها دارای یک شیار سیم‌کارت اصلی و ثانویه هستند که از نسل‌های مختلف اتصال پشتیبانی می‌کنند. برای مثال، 4G و 3G اولیه، و 3G و 2G ثانویه، یا 5G و 5G، یا 5G و 4G. انتخاب یکی از سیم‌کارت‌ها به‌عنوان اصلی معمولاً بدون تعویض فیزیکی سیم‌کارت‌ها امکان‌پذیر است.
برخی از مدل‌های تلفن همراه از یک سینی سیم‌کارت ترکیبی استفاده می‌کنند که می‌تواند دو سیم‌کارت یا یک سیم‌کارت و یک کارت حافظهٔ میکرو اس‌دی را در خود جای دهد. سری هواوی میت ۲۰ یک فرمت کارت حافظهٔ اختصاصی به نام Nano Memory را معرفی کرد که دقیقاً به اندازه و شکل یک سیم‌کارت نانو است.
برخی از دستگاه‌ها دو سیم‌کارت با فاکتورهای مختلف را می‌پذیرند. شیائومی ردمی نوت ۴ دارای یک سینی دو سیم‌کارتی هیبریدی است که یک سیم‌کارت میکرو و یک سیم‌کارت نانو را می‌پذیرد که دومی را می‌توان با کارت میکرو اس‌دی تعویض کرد.

## بازار
تلفن‌های دو سیم‌کارته به‌ویژه در میان کاربران تجاری به دلیل کاهش هزینه‌ها با امکان استفاده از دو شبکهٔ مختلف، یکی احتمالاً برای استفادهٔ شخصی یا بر پایهٔ قدرت سیگنال یا هزینه، بدون نیاز به چندین تلفن، محبوب شده‌اند.
برخی از شرکت‌های چینی که قرارداد فرعی دارند، گوشی‌های ارزان‌قیمت دو سیم‌کارته را عمدتاً در کشورهای آسیایی عرضه می‌کنند. این تلفن‌ها که معمولاً دارای رابط صفحه نمایش لمسی و سایر ویژگی‌های مدرن هستند، معمولاً با قیمت بسیار پایین‌تری نسبت به مدل‌های برند به فروش می‌رسند. درحالی‌که برخی از این‌گونه تلفن‌ها با نام‌های عمومی فروخته می‌شوند یا توسط شرکت‌های کوچک‌تر با نام تجاری خود تغییر نام داده می‌شوند، بسیاری از تولیدکنندگان، به‌ویژه در چین، تلفن‌هایی از جمله مدل‌های دو سیم‌کارت را با علامت‌های تجاری تقلبی مانند نوکیا یا سامسونگ تولید می‌کنند.
تلفن‌های دو سیم‌کارته در کشورهای در حال توسعه، به‌ویژه در جنوب شرق آسیا و شبه‌قارهٔ هند، رایج هستند، با شرکت‌های محلی مانند کربن موبایلز، ال‌وای‌اف، میکرومکس و چری موبایل، تلفن‌های همراه ساده و تلفن‌های هوشمند دارای چندین اسلات سیم‌کارت را عرضه می‌کنند.

## کاربردها
تلفن‌های دو سیم‌کارته، شماره‌های جداگانه‌ای را برای تماس‌های شخصی و تجاری در یک گوشی امکان‌پذیر می‌کنند. دسترسی به چندین شبکه برای افرادی که در مکان‌هایی زندگی می‌کنند که پوشش یک شبکه ممکن است ناکافی یا غیرقابل اعتماد باشد مفید است. آن‌ها همچنین در مکان‌هایی که قیمت‌های پایین‌تری برای تماس بین مشتریان همان ارائه‌دهنده اعمال می‌شود مفید هستند.
تلفن‌های دو سیم‌کارته به کاربران این امکان را می‌دهند که فهرست مخاطبان جداگانه را در هر سیم‌کارت نگه دارند و با دسترسی به یک شبکهٔ خارجی و در عین حال حفظ کارت محلی موجود، امکان رومینگ آسان‌تر را فراهم می‌کنند.
فروشندگان سیم‌کارت‌های خارجی برای سفر، اغلب عملکرد دو سیم‌کارت را با یک کشور اصلی و سیم‌کارت محلی در یک گوشی تبلیغ می‌کنند.